# Cyathea deminuens
Cyathea deminuens är en ormbunkeart som beskrevs av Holtt. Cyathea deminuens ingår i släktet Cyathea och familjen Cyatheaceae. Inga underarter finns listade.